# Monitor-E
Monitor-E (en russe : Монитор-Э) est le premier satellite russe d'une nouvelle flotte de petits satellites d'observation de la Terre, désormais annulée. Il a été lancé le 26 août 2005 à 18h34 UTC depuis le cosmodrome de Plesetsk et placé sur une orbite héliosynchrone de 524 x 544 km.

## Caractéristiques
Monitor-E dispose d'un ensemble de dispositifs de détection à distance. Ils sont destinés à réaliser des cartes de la surface de la Terre, utilisées pour la surveillance écologique et la cartographie de caractéristiques géologiques. Il a été construit par GKNPZ Khrounitchev.
- Capteurs :
  - 8 m panchromatique (0.51-0.85 µm), largeur de bande d'au moins 90 km
  - 20-40 m multispectral (0.54-0.59/0.63-0.68/0.79-0.90 µm), largeur de bande d'au moins 160 km
- Capacité de stockage: 2 × 200 gigabits
- Vitesses de transmission de 15.36/61.44/122.88  Mbit/s
- Altitude : 524 × 544 km
- Inclinaison orbitale : 97.6°, orbite héliosynchrone
- Durée de vie prévue : 5 ans
- Précision d'orientation : 0.1 degré
- Précision de stabilisation : 0.001 degré/s
- Consommation quotidienne moyenne d'énergie : 450 W
- Masse : 750 kg

## Problèmes de communication
Après le lancement, les communications avec Monitor-E étaient initialement difficiles à établir, mais quelques heures plus tard, le contact et le contrôle ont été établis avec succès. Le 19 octobre 2005, de nouveaux problèmes sont apparus mais les communications ont ensuite été rétablies et des photographies des deux caméras ont été publiées le 30 novembre 2005.